# Багрянівська Параскева Іванівна
Параскева Іванівна Багрянівська (інколи Багринівська; до шлюбу Проценко; 1888, Шелудьківка, Харківська губернія, Російська імперія — 17 березня 1968, Нью-Джерсі, США) — українська громадська діячка, учасниця революційного руху, голова «Союзу українок Волині».

## Біографія
Народилася 1888 року в селянській родині у селі Шелудьківка (нині — Харківська область). У 1905—1909 роках працювала на Харківсько-Миколаївській залізниці, спочатку робітницею, а згодом — машиністкою. У цей період вступила до партії есерів і взяла участь у подіях революції 1905 року. За політичну діяльність була заарештована та понад місяць перебувала у жіночій в'язниці в Харкові.
У Харкові познайомилася з Миколою Устимовичем Багрянівським — активним діячем есерівського руху, який згодом став її чоловіком. Разом подружжя переїхало до Петрограда, де проживало до 1916 року, а потім — до Києва. Наприкінці 1917 року Параскева розпочала роботу в Міністерстві юстиції Української Народної Республіки, де Багрянівський обіймав посаду міністра.
Після поразки українських визвольних змагань у 1920 році подружжя виїхало до Варшави, а з 1926 року мешкало в Рівному, де чоловік працював адвокатом обласного суду.
У міжвоєнний період Багрянівська активно займалася культурно-освітньою діяльністю: очолювала «Союз українок» Рівненського повіту, організовувала культурні та просвітницькі заходи, зокрема вечори пам'яті українських письменників і героїв бою під Крутами, а також господарські лекції для місцевих мешканців. Пізніше була обрана головою «Союзу українок Волині».
13 травня 1940 року заарештована радянською владою за звинуваченням у приналежності до Організації українських націоналістів та ув'язнена у Рівненській тюрмі. На початку німецько-радянської війни звільнена, після чого разом з чоловіком виїхала спочатку до Німеччини, а згодом — до США.
Померла 17 березня 1968 року. Похована на цвинтарі святого Андрія в Саут-Баунд-Брук. У 1994 році рішенням Рівненського обласного суду була посмертно реабілітована.